# Cuq (Tarn)
Cuq è un comune francese di 494 abitanti situato nel dipartimento del Tarn nella regione dell'Occitania.

## Società

### Evoluzione demografica
Abitanti censiti